# Appenweier
Appenweier è un comune tedesco di 10 320 abitanti, situato nel land del Baden-Württemberg.